# Viborg Kraftvarmeværk
Viborg Kraftvarmeværk er et naturgasfyret combined-cycle kraftvarmeværk beliggende i den nordlige del af Viborg i Midtjylland. Anlægget blev færdigbygget og idriftsat i august 1996. Det kommunale forsyningsselskab Energi Viborg ejer og driver værket.

## Bygningen
I 1994 startede Viborg Kommune som bygherre opførslen af kraftvarmeværket. Arkitekterne Peter Kjelgaard og Thomas Pedersen fra Viborg-firmaet KPF arkitekter, havde i 1993 vundet den udskrevne arkitektkonkurrence om det udvendige byggeri til 65 millioner kroner. Omfanget af bygningen blev på 5.000 m2 Landskabsarkitekt på byggeriet var Paul le Fevre Jacobsen, og der blev i alt benyttet 42 entreprenører og leverandører. Det hollandske selskab Thomassen Power Systems var den største.
Bygningens grundform kan beskrives som 2 store skaller der omkranser maskinhallen i midten. Den 19.000.000 liter store akkumuleringstank er integreret i skallerne. Skallerne er beklædt med keramiske fliser. Udvendigt er etableret et spejlbassin rundt om hele bygningen, der reflektere lyset. Viborg kunsteneren Sergei Sviatchenko har stået for det indvendige farvevalg, ligesom han har skabt flere kunstværker til bygningen.
Skorstenen er 50 meter høj.

## Anlægget
Typen er et naturgasfyret combined-cycle anlæg med en gasturbine og en dampturbine med to fjernvarmevekslere, samt en to-polet elektrisk generator med luftkøling. Hele anlægget har en eleffekt på 55 MW og en varmeeffekt på 60 MW
Værkets akkumuleringstank indeholder 19.000.000 liter vand, der kan producere cirka 900 MWh varme. Denne mængde kan opvarme Viborg by i 15 timer ved stort forbrug.
Årligt producerer Viborg Kraftvarmeværk 270.000 MWh el og 280.000 MWh varme.
Transmissionsnet
Viborg Kraftvarmeværk er forbundet med fire kedelcentraler og syv vekslercentraler igennem et net på 12 kilometer transmissionsledning. Fra disse overføres el og varme til kunderne.
Kedelcentralerne er placeret på Industrivej, Farvervej, Gyldenrisvej og Hamlen. Vekslercentralerne er beliggende i Digterparken, i Vestervang, ved Ringparken, Klostervænget, Overlund, Fristruphøj og Houlkærvænget.